# Masuda
Masuda (益田市 -shi) é uma cidade japonesa localizada na província de Shimane.
Em 2003 a cidade tinha uma população estimada em 49 352 habitantes e uma densidade populacional de 164,27 h/km². Tem uma área total de 300,44 km².
Recebeu o estatuto de cidade a 1 de Agosto de 1952.

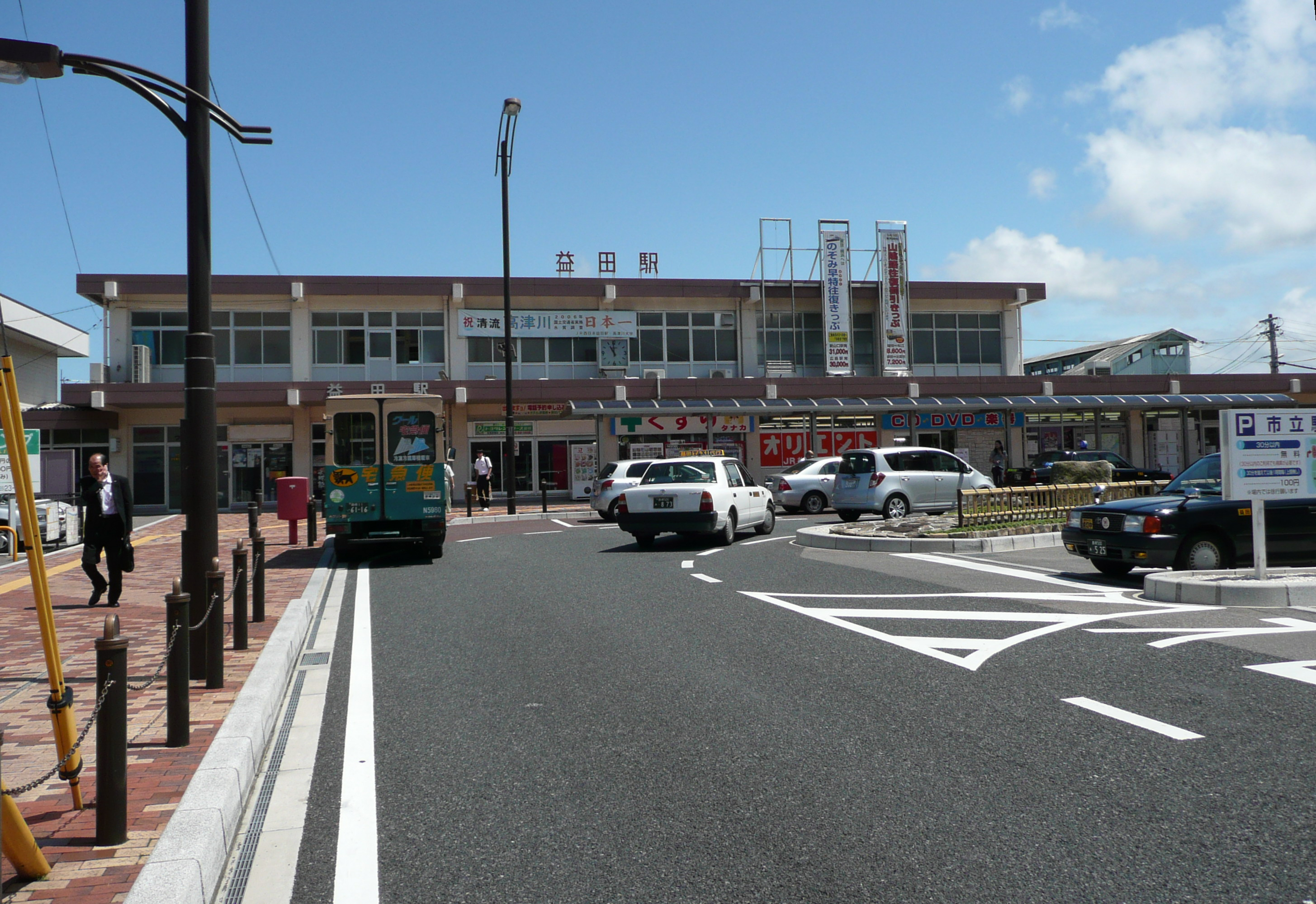
Masuda Station

## Cidades-irmãs
- Ningbo, China
- Queenstown, Nova Zelândia